# Preble (Schiff, 2002)
Die Preble (DDG-88) ist ein Zerstörer der United States Navy und gehört der Arleigh-Burke-Klasse an.

## Geschichte
DDG-88 wurde Ende 1996 in Auftrag gegeben und Mitte 2000 bei Ingalls Shipbuilding auf Kiel gelegt. Nach weniger als einem Jahr im Trockendock lief das Schiff am 1. Juni 2001 vom Stapel und wurde nach Commodore Edward Preble benannt. Bis zum 9. November folgte erst die Endausrüstung, dann die Erprobungsfahrten der Werft, schließlich wurde die Preble offiziell in Dienst gestellt. Die Zeit bis Ende 2003 verbrachte das Schiff mit weiteren Tests und der Erprobung ihrer Waffensysteme.
Den Großteil des Jahres 2004 verbrachte die Preble auf einer Einsatzfahrt, sie war von ihrem Heimathafen San Diego aus in den Persischen Golf gelaufen, wo sie die Ölterminals von Basra und Khawr Al Amaya vor Angriffen Aufständischer schützte. Am 17. Dezember war der Einsatz beendet.
2008 doubelte sie das Schwesterschiff Kidd für die Dreharbeiten zu Transformers – Die Rache.
2007 war die Preble während der Übung Valiant Shield Teil der Kampfgruppe um die John C. Stennis, 2009 verlegte sie mit dieser in den Westpazifik. Im März 2011 wurde das Schiff an der Seite der Ronald Reagan vor die Küste Japans geschickt, um nach dem Tōhoku-Erdbeben für Nothilfe bereitzustehen.

## Bewaffnung
Für die Abwehr von anfliegenden Flugkörpern erhielt das Schiff die Flugabwehrraketen RIM-162 Evolved Sea Sparrow Missile (ESSM), die aus dem Vertical Launching System verschossen werden. Zur Flugabwehr wurde 2007 nachträglich hinter dem achteren Schornstein ein Phalanx MK 15 RAM installiert. Aus Budgetgründen war das Schiff, wie alle Schiffe ab DDG-85 (Block IV), infolge der Einrüstung von ESSM ohne ein solches automatisches Nahbereichsverteidigungssystem in Dienst gestellt worden.
Seit August 2022 ist die Energiewaffe HELIOS des Rüstungskonzerns Lockheed Martin in der Version Mark 5 Mod 0 auf dem vorderen Montagepunkt für Nahbereichsverteidigungssysteme unterhalb der Brücke in Betrieb. Es wurde unter dem Haushaltsposten Surface Navy Laser Weapon System Increment 1 beschafft und in das Aegis-Kampfsystem integriert. Es soll zur Abwehr kleiner unbemannter Luftfahrzeuge eingesetzt werden. Auch der Einsatz als Blendwaffe ist vorgesehen, wenngleich dies unter Protokoll IV der Konvention über bestimmte konventionelle Waffen geächtet ist.:22